# ارتش شورشی اوکراین
ارتش شورشی اوکراین (به اوکراینی: Українська повстанська армія) یا به شکل کوته‌نوشت УПА، تشکیلاتی شبه‌نظامی ملی‌گرا و بعدها حزبی در اوکراین بود. در طول جنگ جهانی دوم، این گروه درگیر جنگ چریکی علیه اتحاد جماهیر شوروی، دولت زیرزمینی لهستان، لهستان کمونیست و آلمان نازی بود. УПА به عنوان تشکیلاتی شبه‌نظامی جداگانه از درون سازمان ملی‌گرایان اوکراین - جناح باندرا (ОУН-B) بیرون آمد، و ستیزه‌جویانی از دیگر تشکل‌های ملی-میهنی مبارز، برخی از جداشدگان از پلیس کمکی اوکراین، بسیج جمعیت محلی و دیگران به آن پیوستند. رهبری سیاسی ارتش به سازمان ملی‌گرایان اوکراین - استپان باندرا تعلق داشت. این گروه عاملی اصلی در پاکسازی قومی لهستانی‌ها در وولینیا و گالیسیای شرقی بود.
تاریخ رسمی ایجاد گروه ۱۴ اکتبر ۱۹۴۲، برابر با روز جشن شفاعت تئوتوکوس بود. ارتش انقلابی مردمی اوکراین در دوره میان دسامبر ۱۹۴۱ تا ژوئیه ۱۹۴۳ به همین نام (ارتش شورشی اوکراین یا УПА) فعالیت می‌کرد.

## تاریخچه
هدف آغازین УПА در هنگام حمله آلمان به اتحاد جماهیر شوروی، ایجاد مجدد یک دولت ملی تک‌قوم، متحد و مستقل همسو با نازی‌ها، در سرزمینی بود که شامل مناطقی از روسیه امروزی، لهستان، و بلاروس می‌شد. خشونت به عنوان ابزاری سیاسی علیه دشمنان خارجی و همچنین داخلی مورد هدف آنها پذیرفته شده بود. این هدف می‌بایست توسط انقلابی ملی با رهبری ی دیکتاتور که بتواند نیروهای اشغالگر را بیرون کند و حکومتی نمایندهٔ همه مناطق و گروه‌های اجتماعی برقرار سازد، پدید می‌آمد.
سازمان УПА در آغاز به عنوان گروهی مقاومتی شکل گرفت اما تبدیل به سازمانی چریکی شد. در ۱۹۴۳، УПА توسط اعضای ОУН-B اداره و شامل افرادی با دیدگاه‌های سیاسی و ایدئولوژیک گوناگون بود. بعلاوه، این امر به حمایت توده‌های گسترده علیه آلمانی‌ها و شوروی نیاز داشت. شهروندان شوروی سابق که دیکتاتوری حزب کمونیست را تجربه کرده بودند علاقه ای به ایدئولوژی ملی‌گرایی، از جمله مفهوم دیکتاتوری، نداشتند. از این رو، تجدید نظر در ایدئولوژی و برنامه سیاسی ОУН-B ضروری به نظر می‌رسید. در سومین گردهمایی بزرگ فوق‌العاده خود در تاریخ ۲۱ تا ۲۵ اوت ۱۹۴۳، ОУН-B به محکوم کردن آنچه «برنامه‌های ملی و سوسیالیستی ملی‌گرایانه و فاشیستی و مفاهیم سیاسی» و همچنین «کمونیسم روسیه-بلشویک» می‌خواند پرداخت، و «سامانه‌ای از مردمان آزاد و مستقل» را به عنوان بهترین و تنها راه حل مسئله نظم جهانی پیشنهاد داد. برنامه اجتماعی ОУН-B تفاوت چندانی با برنامه‌های پیش از خود نداشت، اما بر طیف گسترده‌ای از خدمات اجتماعی، مشارکت کارگران در مدیریت، اقتصاد مختلط ، انتخاب حرفه و محل کار و اتحادیه‌های کارگری آزاد تأکید داشت.
ОУН-B تأیید داشت که برای آزادی مطبوعات، گفتار و اندیشه می‌جنگد. سیاست آغازین گروه دربارهٔ ملیت، در شعار «اوکراین برای اوکراینی» می‌گنجید. در سال ۱۹۴۳، شدیدترین بخش‌های این سیاست رسماً کنار گذاشته شدند، اما در سیاست عملی ОУН-B تغییر چشمگیری ایجاد نشد و ارتش شورشی اوکراین در سال ۱۹۴۳ پاکسازی قومی را آغاز کرد.
در طول فعالیت خود، ارتش شورشی اوکراین علیه لهستانی‌ها و شوروی به عنوان دشمنان اصلیشان جنگید. گرچه این سازمان از فوریه ۱۹۴۳ نیز علیه آلمانی‌ها جنگید، اما در بسیاری از موارد با نیروهای آلمانی در مبارزه با واحدهای پارتیزانی شوروی همدستی داشت. از اواخر بهار ۱۹۴۴، УПА و سازمان ملی‌گرایان اوکراین - شاخه B - در مواجهه با پیشرفت‌های اتحاد جماهیر شوروی - همچنین به امید ایجاد یک دولت مستقل اوکراینی با نیروهای آلمانی علیه شوروی و لهستانی‌ها همکاری کردند. ОУН همچنین نقش مهمی در پاکسازی قومی لهستانی‌ها در وولینیا و گالیسیای شرقی داشت، و بعدها از اخراج اوکراینی‌ها در جنوب شرقی لهستان جلوگیری کرد.
پس از پایان جنگ جهانی دوم، ارتش کمونیست لهستان - ارتش خلق لهستان - به‌طور گسترده‌ای علیه УПА جنگید. УПА همچنان فعال بود و تا سال ۱۹۴۷ علیه جمهوری خلق لهستان و تا سال ۱۹۴۹ علیه اتحاد جماهیر شوروی جنگید. این جنگ به ویژه در کوه‌های کارپات، کل گالیسیا و وولینیا - در اوکراین غربی امروزی، بسیار شدید بود. در اواخر دهه ۱۹۴۰، میزان تلفات نیروهای شوروی که با شورشیان اوکراینی در غرب اوکراین می‌جنگیدند، بیشتر از میزان تلفات این نیروها در زمان اشغال افغانستان توسط شوروی بود. میان فوریه ۱۹۴۳ و مه ۱۹۴۵، برخلاف بیشتر جنبشهای مقاومت، حمایت خارجی قابل توجهی از این گروه شورشی صورت نمی‌گرفت. در خارج از اوکراین غربی، گروه پشتیبانی قابل توجهی نبود و در نظر اکثریت جمعیت اوکراین شوروی (شرقی) OUN / УПА به عنوان همدستان آلمانی‌ها نگریسته می‌شد.
در اوایل سپتامبر ۱۹۴۹، УПА به شکل رسمی منحل شد، اما بعضی اعضای آن تا سال ۱۹۵۶ به عملیات ادامه دادند. در مارس ۲۰۱۹، اعضای زنده مانده از УПА توسط دولت اوکراین به عنوان کهنه‌سرباز شناخته شدند.